# Ixiamas Airport
Ixiamas Airport är en flygplats i Bolivia.   Den ligger i departementet La Paz, i den nordvästra delen av landet, 700 km nordväst om huvudstaden Sucre. Ixiamas Airport ligger 259 meter över havet.
Terrängen runt Ixiamas Airport är huvudsakligen platt, men åt sydväst är den kuperad. Trakten runt Ixiamas Airport är nära nog obefolkad, med mindre än två invånare per kvadratkilometer..
I omgivningarna runt Ixiamas Airport växer i huvudsak städsegrön lövskog.